# 小林伸太郎
小林 伸太郎（こばやし しんたろう、1986年8月22日- ）は、群馬県榛名町（現高崎市)出身のプロゴルファー。

## 略歴
1986年、群馬県榛名町出身。両親の影響でゴルフを始め、高校はゴルフ部のある栃木県の佐野日大高校に進学し、3年時に『日本ジュニア』を制する。
東北福祉大学3年の2007年に『日本アマ』優勝。

## 成績

### アマチュア大会
- 日本ジュニア：優勝（2004年）
- 日本アマチュア：優勝（2007年）

### プロ大会
- For The Players By The Players 2022：優勝（2022年）